# La Belle Saison
La Belle Saison è un film del 2015 diretto da Catherine Corsini.

## Trama
Delphine, unica figlia in una famiglia di contadini, con conduzione di fattoria sulle spalle, fugge a Parigi per inseguire il sogno della sua emancipazione, sentimentale e finanziaria. Appena giunta in città, il destino la mette sulla strada di Carole, bionda attivista parigina impegnata nella lotta per i diritti di autodeterminazione delle donne. Ella fa coppia fissa con Manuel, e vive tumultuosamente in prima persona gli inizi del femminismo. L’incontro tra le due donne sfocia presto in una irresistibile ed intensa storia d’amore che le metterà di fronte alla necessità di fare delle scelte assai determinanti per le loro esistenze.

## Palmarès
- 2016 – Torino Gay & Lesbian Film Festival
  - Miglior lungometraggio